# Mihály Dés
Mihály Dés (Budapest, Hungría; 1950-Barcelona, España; 18 de mayo de 2017) fue un escritor húngaro y ensayista en español que entre 1986 y 2009 residió en Barcelona, donde ejerció el periodismo, la crítica literaria, la docencia y la edición. En 1994 fundó la revista de cultura Lateral. 

## Biografía
En Hungría fue lector editorial, crítico, director de ediciones del Instituto Nacional del Teatro, actor ocasional y traductor, entre otros, de Guillermo Cabrera Infante, Alejo Carpentier, Camilo José Cela, Julio Cortázar, Juan Benet, Jorge Luis Borges, Gabriel García Márquez, Virgilio Piñera y Mario Vargas Llosa. 
En 1986 se trasladó a Barcelona, donde fue redactor jefe de la revista literaria Quimera (1989-1992), director del suplemento de libros del diario barcelonés El Observador (1990-1993 y profesor de Literaturas de Europa del Este en la Universidad de Barcelona (1995-2003). Compilador de varias antologías, sus ensayos han aparecido en algunos volúmenes colectivos. En 1994 fundó la revista de cultura Lateral, que dejó de publicarse en enero de 2006.
En 2009 Dés volvió a su ciudad natal para empezar una carrera de escritor en húngaro. En 2013 publicó Pesti barokk (Barroco de Budapest), su primera novela. Ese mismo año escribió una obra de teatro basada en dicha novela. En 2014 salieron a la luz 77 pesti recept. Gasztronómiai anyaregény (La novela gastronómica mi madre) y Hacsak úgy nem… (Que no sea así), una antología de chistes judíos esenciales.
En 2015 debutó como comediante stand up en la sala Spinoza, de Budapest, con un programa titulado Nem vicc! (Fuera de bromas). Ese mismo año escribió e interpretó un monólogo teatral basado en su libro La novela gastronómica de mi madre.
En 2016 publicó el primer volumen de una serie infantil titulada Ancsa és Pancsa különös kalandjai (Las extrañas aventuras de Ancha y Pancha), cuya protagonistas son unas gemelas de 5 años.
Como crítico literario, ensayista y comentarista político Dés colaboró en varios diarios y revistas españoles y latinoamericanos, además de publicaciones periódicas húngaras.

## Obra

### Prosa
- Ancha és Pancha a fürdőszoba fogságában és más mesék (Ancha y Pancha en la prisión del cuarto de baño y otros cuentos) – literatura infantil (2016, Kolibri)
- 77 pesti recept. Gasztronómiai anyaregény (La novela gastronómica de mi madre) – memorias (2014, Corvina) – con ilustraciones de Marci Dés
- Pesti barokk (Barroco de Budapest) – novela (2013, Magvet[null ő]; 2015, Libri)

### Antologías
- Hacsak úgy nem… (Que no sea as. Antología de chistes judíos esenciales; 2014, Corvina, Budapest) – Selección y prólogo
- Mar y montaña. Antología de cuentos catalanes contemporáneos (2001, Lateral Ediciones, Barcelona; También en catalán) – Selección y prólogo
- La noche insular. Antología de la poesía cubana (1993, Lumen, Barcelona) – Selección, prólogo y notas biográficas
- Minden vasárnap (Todos los domingos. Antología del teatro cubano contemporáneo; 1986, Európa, Budapest) – Selección, prólogo y notas
- Híd a Niagara felett (Puente sobre el Niágara. Antología del teatro latinoamericano contemporáneo; 1982, Európa, Budapest) – Selección, prólogo y notas

### En volúmenes colectivos
- Könyvesbolt körisfával (Homenaje a la librería Láng téka, 2014, Budapest) – con el texto “Pozsonyi úti irodánk”
- Jornadas homenaje Roberto Bolaño (2005, ICCI, Barcelona) – impulsor de las jornadas y autor de una entrevista a Bolaño, que se incluye en el volumen
- Els premis Nobel (2004, Institu d’Estudis Catalans, Barcelona) – con un ensayo sobre Imre Kertész
- Escriptores i cultures – coord. por Marta Segarra y Àngels Carabí (2004, Pòrtic, Barcelona) – con el ensayo “Dones després de la batalla: cronistas femenines de situacions límit”
- Roberto Bolaño: la escritura como tauromaquia – Celia Manzoni, editora (2002, Ediciones Corregidor, Buenos Aires) – con textos «Monsieur Pain», «Amuleto» y «Putas asesinas»
- Paisajes después del Muro (1999, Península, Barcelona) – con el ensayo “El largo viaje hacia Europa”

### Teatro
- Pesti barokk (Barroco de Budapest) – (2016, Belvárosi Színház) – autor
- Anyám könnyű kosztot ígért  (La novela gastronómica de mi madre) – monólogo (2015, Spinoza ház) – autor, actor
- Ez nem vicc! (Fuera de broma) – stand up comedy (2015, Spinoza ház) – actor
- Regényes jelenetek 4 Déssel és 3 színésszel[10] – Escenas novelescas con 4 Dés y 3 actores (Adaptación de Barroco de Budapest, 2013, Átrium film-színház). Los Dés: Dés László (szaxo, piano), Dés András (percusión), Dés Marci (imagen) és Dés Mihály (actor). Los actores: Molnár Piroska, Udvaros Dorottya és Varga Tamás
- Passió (Pasión; Compañía Universitas; Egyetemi Színpad, 1971) – actor

### Filmografía
- A dokumentátor (El documentador; 1988, dirigido por István Dárday y Györgyi Szalay) – actor protagonista
- Banánhéjkeringő (La cáscara del plátano; 1987, dirigido por Péter Bacsó) – actor protagonista
- Új könyvek (Libros nuevos; 1985; película corta dirigida por Ildikó Enyedi) – actor protagonista